# فلفل دلمه‌ای (فیلم ۲۰۲۰)
فلفل دلمه‌ای (به انگلیسی: Bell pepper) یا فلفل‌های شیملا (به هندی: Shimla Mirchi) فیلمی محصول سال ۲۰۲۰ و به کارگردانی رامش سیپی است. در این فیلم بازیگرانی همچون هما مالینی، راجکومار رائو، راکول پریت سینگ، شاکتی کاپور، پریا راینا، زویا خان، رامش سیپی و درمندرا ایفای نقش کرده‌اند.